# Liste der Bodendenkmale in Waldhufen
In der Liste der Bodendenkmale in Waldhufen sind die Bodendenkmale der Gemeinde Waldhufen und ihrer Ortsteile nach dem Stand der Auflistung von Harald Quietzsch und Heinz Jacob aus dem Jahr 1982 aufgelistet. Eventuelle Änderungen und Ergänzungen, insbesondere aus der Zeit nach der Wende, sind nicht berücksichtigt, da für Sachsen aktuell keine neueren allgemein zugänglichen Bodendenkmallisten vorliegen. Die Baudenkmale sind in der Liste der Kulturdenkmale in Waldhufen aufgeführt.
| Denkmal-ID | Fundart          | Ortsteil           | Bezeichnung | Zeitstellung    | Lage                                                             | Bemerkungen                                                      | Bild |
| ---------- | ---------------- | ------------------ | ----------- | --------------- | ---------------------------------------------------------------- | ---------------------------------------------------------------- | ---- |
| ?          | besonderer Stein | Nieder Seifersdorf | Steinkreuz  | Spätmittelalter | im Ort, vor der westlichen äußeren Kirchhofsmauer                | Dolcheinzeichnung, Schutz seit 28. Juli 1970                     |      |
| ?          | besonderer Stein | Thiemendorf        | Steinkreuz  | Spätmittelalter | Westteil des Orts, Wiesenaue nördlich des unteren Vorwerks       | Schwert und Armbrust(?) eingezeichnet, Schutz seit 27. Juli 1970 |      |
| ?          | besonderer Stein | Ullersdorf         | Steinkreuz  | Spätmittelalter | westliche Ortslage, vor der südwestlichen äußeren Kirchhofsmauer | Schwert und Kreuz eingezeichnet, Schutz seit 28. Juli 1970       |      |